# Сичуанська западина
30°30′06″ пн. ш. 105°30′06″ сх. д. / 30.50166667° пн. ш. 105.50166667° сх. д.

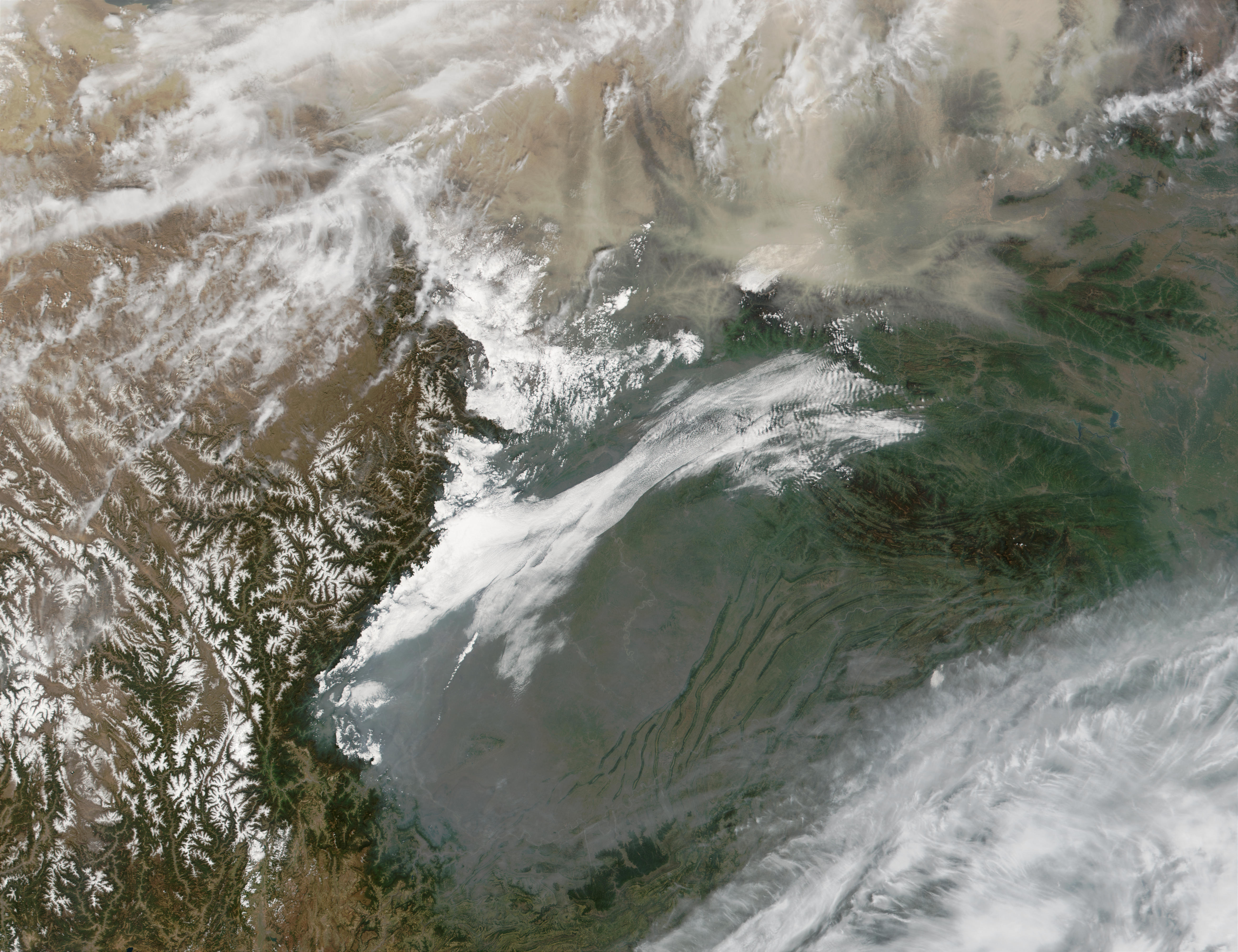
Сичуанська западина

Сичуанська западина, Сичуанський басейн (кит.: 四川盆地; піньїнь: Sìchuān Péndì) — міжгірна западина у південно-західному Китаї, розташована між хребтами Ціньлін та Дабашань на півночі та Юньнань-Гуйчжоуським плато на півдні. Включає в свій склад центральну і східну частини провінції Сичуань, а також місто Центрального підпорядкування Чунцин. Серед інших великих міст — Ченду, Мяньян, Лешань та Цзигун.

## Географія та геологія
Сичуанська западина розташовується в середній течії річки Янцзи, яка протікає по її південній частині. Кілька великих річок зливаються з Янцзи на території западини, у тому числі річки Міньцзян і Цзялінцзян. Крім того, на території западини знаходиться витік ще однієї великої притоки Янцзи — річки Тоцзян.
З усіх боків улоговина оточена горами. Усередині знаходяться низькі плосковершинні пагорби відносною висотою 50-100 м і алювіальні рівнини. Сейсмічно активний розлом Лунменьшань, що викликав руйнівний Сичуанський землетрус у 2008 році, проходить по західному краю долини, відокремлюючи її від гір Гендуаншань.
Площа западини становить близько 200 тис. км². Складена породою потужністю до 4 км з червонуватих пісковиків, чим пояснюється назва. Висота у північних країв становить до 1000 м над рівнем моря, у долині Янцзи знижується до 400—500 м.
Сичуанська западина є основним газодобувним регіоном Китаю. Також є поклади кам'яної солі і поліметалевих руд.

## Клімат і рослинність
Клімат субтропічний мусонний, зима тепла, а літо спекотне і дуже вологе. Часта хмарність та тумани обумовлюють відносно мале як для субтропічного клімату кількість прямого сонячного світла, менше ніж в Москві або в Лондоні і порівнянне з атлантичним узбережжям Норвегії. Рівень опадів варіюється від 800 до 1750 мм на рік.
Від холодних північних вітрів Сичуанська улоговина захищена горами, тому у регіоні розвинуте цілорічне сільське господарство. Вирощуються пшениця, рис, тютюн, чай, цитрусові і плодові культури. Широко використовується терасування схилів, завдяки яким улоговина відома своїми рисовими полями.
Через розвиток агропромислової галузі, широколистяних та хвойних лісів, що колись покривали улоговину, практично не залишилося. У нижньому поясі гір поширений дуб і кастанопсис, а вище 2200 м — хвойно-широколистяні і смерекові.
У Сичуанській западині в 1944 році виявили метасеквойю (Metasequoia glyptostroboides), яку раніше вважали вимерлим видом.
Сичуанська западина унікальна не тільки в географічному, але і в культурно-мовному плані.